# Lijst van spoorlijnen in Nederland
Hieronder een lijst van voormalige en huidige spoorlijnen in Nederland, met hun begin- en eindpunt en tussen haakjes eventueel een eenduidige bijnaam. Indien op de lijn geen doorgaande treinen meer rijden, worden tussenstations vermeld tot waar treinen wel doorgaand rijden. Spoorlijnen die provinciegrenzen overschrijden, staan vermeld onder alle provincies die zij doorkruisen. Bij spoorlijnen die de landsgrenzen overschrijden, staat vermeld in/uit welke richting de lijn in het buitenland gaat/komt. Goederenspoorlijnen worden in de regel vermeld bij de lijn waar ze van aftakken, met uitzondering van zeer lange goederenlijnen.

## Lijst van spoorlijnen per provincie
In tegenstelling tot de spoorlijnen in België en de rijkswegen worden voor de spoorlijnen in Nederland geen lijnnummers gebruikt. Daarom worden spoorlijnen doorgaans gerangschikt op begin- en eindstation of op bijnaam.
De jaartallen achter een spoorlijn geven het jaar dat de lijn geopend werd en eventueel (ook na heropening) weer definitief is gesloten. De sluitingsdata horen bij de lijndelen die cursief staan vermeld. Bij meerdere jaartalen is de lijn in meerdere delen gesloten. Eerder gesloten spoorlijnen die nu (gedeeltelijk) als museumlijn of toeristische spoorweg in gebruik zijn, zijn gemarkeerd met een asterisk (*).

### Groningen
- Spoorlijn Groningen - Delfzijl (1884)
- Spoorlijn Groningen - Weiwerd (Woldjerspoorweg) (1929, gesloten in 1942)
- Spoorlijn Harlingen - Nieuwe Schans (Staatslijn B) (1863-1868)
- Spoorlijn Ihrhove - Nieuweschans (1876)
- Spoorlijn Meppel - Groningen (Staatslijn C) (1870)
- Spoorlijn Sauwerd - Roodeschool - Eemshaven (1893, verlengd in 2018)
- Spoorlijn Stadskanaal - Ter Apel Rijksgrens (1924, gesloten in 1926 en 1972)
- Spoorlijn Stadskanaal - Veendam - Zuidbroek (1910, gesloten 1990)
- Spoorlijn Winsum - Zoutkamp (Marnelijn) (1922, gesloten in 1942)
- Spoorlijn Zuidbroek - Delfzijl (1910, gesloten in 1934 en 1942)
- Spoorlijn Zwolle - Emmen - Stadskanaal (1903 - 1905, gesloten in 1972)
- Spoorlijn Groningen - Drachten (omgebouwde tramlijn, gesloten in 1985)

### Friesland
- Spoorlijn Arnhem - Leeuwarden (Staatslijn A) (1865-1868)
- Spoorlijn Harlingen - Nieuwe Schans (Staatslijn B) (1863-1868)
- Spoorlijn Leeuwarden - Anjum (Dokkumer Lokaaltje) (1901-1913, gesloten in 1942, 1972-1974, 1997)
- Spoorlijn Leeuwarden - Stavoren (1883-1885)
- Spoorlijn Stiens - Harlingen (1902-1904, gesloten in 1942-1948)
- Spoorlijn Tzummarum - Franeker (1903, gesloten in 1935)
- Spoorlijn Groningen - Drachten (omgebouwde tramlijn, gesloten in 1985)

### Drenthe
- Spoorlijn Arnhem - Leeuwarden (Staatslijn A) (1865-1868)
- Spoorlijn Gronau - Achterberg - Coevorden (Bentheimer Eisenbahn) (1895-1910, gedeeltelijk gesloten in 1981)
- Spoorlijn Gasselternijveen - Assen (1905, gesloten in 1972)
- Spoorlijn Meppel - Groningen (Staatslijn C) (1870)
- Spoorlijn Stadskanaal - Ter Apel Rijksgrens (1924, gesloten in 1926 en 1972)
- Spoorlijn Zwolle - Emmen - Stadskanaal (1903 - 1905, gedeeltelijk gesloten in 1972)

### Overijssel
- Spoorlijn Almelo - Salzbergen (via Hengelo, Oldenzaal en Bad Bentheim) (1865)
- Spoorlijn Apeldoorn - Deventer (1887)
- Spoorlijn Apeldoorn - Zwolle (Baronnenlijn) (1887-1888, gesloten in 1972)
- Spoorlijn Arnhem - Leeuwarden (Staatslijn A) (1865-1868)
- Spoorlijn Boekelo - Oldenzaal EO (1885, gesloten in 1937 en 1972)
- Spoorlijn Deventer - Almelo (1881-1888)
- Spoorlijn Deventer - Ommen (1910, gesloten in 1935)
- Spoorlijn Glanerbrug - Losser (1949, gesloten in 1972)
- Spoorlijn Münster - Glanerbeek (1875, Gronau - Glanerbrug in 1981 gesloten, heropend in 2001)
- Spoorlijn Enschede-Zuid - Ahaus (Zuiderspoor) (1903, gesloten in 1970)
- Spoorlijn Hattem - Kampen Zuid (1913, gesloten in 1934)
- Spoorlijn Lelystad - Zwolle (Hanzelijn) (2012)
- Spoorlijn Mariënberg - Almelo (1906)
- Spoorlijn Neede - Hellendoorn (1910, gesloten in 1935-1943)
- Spoorlijn Doetinchem - Hengelo GOLS (1884-1885, gesloten in 1942 en 1972*)
- Spoorlijn Utrecht - Kampen (Centraalspoorweg) (1863-1865)
- Spoorlijn Zutphen - Glanerbrug (Staatslijn D) (1865-1868, Enschede - Glanerbrug gesloten in 1981, heropend in 2001)
- Spoorlijn Zwolle - Almelo (1881)
- Spoorlijn Zwolle - Emmen - Stadskanaal (1903 - 1905, gesloten in 1972)

### Flevoland
- Spoorlijn Lelystad - Zwolle (Hanzelijn) (2012)
- Spoorlijn Weesp - Lelystad (Flevolijn) (1987-1988)

### Gelderland
- Loolijn (aftakking van de Oosterspoorweg naar paleis Het Loo) (1876, gesloten in 1972)
- Militaire spoorlijnen Wijchen - Hommersum (1945, gesloten in 1946)
- Raccordement vliegveld Deelen (Bommenlijntje) (1941, gesloten in 19??)
- Spoorlijn Amsterdam - Zutphen (Oosterspoorweg) (1874-1876)
- Spoorlijn Amsterdam - Elten (Rhijnspoorweg) (1843-1856)
- Spoorlijn Apeldoorn - Deventer (1887)
- Spoorlijn Apeldoorn - Zwolle (Baronnenlijn) (1887-1888, gesloten in 1972)
- Spoorlijn Arnhem - Nijmegen (1879)
- Spoorlijn Arnhem - Leeuwarden (Staatslijn A) (1865-1868)
- Spoorlijn Dieren - Apeldoorn (1887, gesloten in (1964-1984*)
- Spoorlijn Elst - Dordrecht (Betuwelijn, oude spoorlijn) (1882)
- Spoorlijn Hattem - Kampen Zuid (1913, gesloten in 1934)
- Spoorlijn Kesteren - Rhenen - De Haar - Amersfoort (1886, gesloten in 1944, 1972, 1988; Rhenen - De Haar heropend in 1981)
- Spoorlijn Lelystad - Zwolle (Hanzelijn) (2012)
- Spoorlijn Nijmegen - Kleef (1865, gesloten in 1991)
- Stamlijn Nijmegen (geen hoofdspoorlijn) (1953, gesloten in 2007)
- Spoorlijn Neede - Hellendoorn (1910, gesloten in 1935-1943)
- Spoorlijn Nijkerk - Barneveld - Ede-Wageningen (Kippenlijn tot 2006, Valleilijn vanaf 2006) (1902-1903, gesloten in 1937)
- Spoorlijn Nijmegen - Venlo (1883)
- Spoorlijn Rotterdam - Zevenaar (Betuweroute, goederenspoorlijn) (2007)
- Spoorlijn Doetinchem - Hengelo GOLS (1884-1885, gesloten in 1942 en 1972*)
- Spoorlijn Tilburg - Nijmegen (1881)
- Spoorlijn Utrecht - Boxtel (Staatslijn H) (1868-1870)
- Spoorlijn Utrecht - Kampen (Centraalspoorweg) (1863-1865)
- Spoorlijn Varsseveld - Dinxperlo (1904, gesloten in 1942)
- Spoorlijn Winterswijk - Neede (1884, gesloten in 1972)
- Spoorlijn Winterswijk - Bocholt (Bocholtse Baan) (1880, gesloten in 1931)
- Spoorlijn Winterswijk - Zevenaar (1885)
- Spoorlijn Zevenaar - Kleef (1865, gesloten in 1926, 1982)
- Spoorlijn Zutphen - Glanerbrug (Staatslijn D) (1865-1868, Enschede - Glanerbrug gesloten in 1981, heropend in 2001)
- Spoorlijn Zutphen - Gelsenkirchen-Bismarck (1880, Winterswijk - Borken gesloten in 1979)

### Utrecht
- Spoorlijn Aalsmeer - Nieuwersluis-Loenen (1914-1915, gesloten in 1972, 1986)
- Spoorlijn Amsterdam - Zutphen (Oosterspoorweg) (1874-1876)
- Spoorlijn Amsterdam - Elten (Rhijnspoorweg) (1843-1856)
- Spoorlijn De Bilt - Zeist (1901, gesloten in 1972)
- Spoorlijn Den Dolder - Baarn (Stichtse Lijn) (1898)
- Spoorlijn Harmelen - Breukelen (1869)
- Spoorlijn Hilversum - Lunetten (1874)
- Spoorlijn Kesteren - Rhenen - De Haar - Amersfoort (Veenendaallijn) (1886, gesloten in 1944, 1972, 1988; Rhenen - De Haar heropend in 1981)
- Spoorlijn Utrecht - Rotterdam (1855)
- Spoorlijn Utrecht - Boxtel (Staatslijn H) (1868-1870)
- Spoorlijn Utrecht - Kampen (Centraalspoorweg) (1863-1865)
- Spoorlijn Woerden - Leiden (1878)

### Noord-Holland
- Spoorlijn Aalsmeer - Amsterdam Willemspark (1915, gesloten in 1951, 1972, 1986*)
- Spoorlijn Aalsmeer - Haarlem (1912, gesloten in 1936, 1943, 1953)
- Spoorlijn Aalsmeer - Nieuwersluis-Loenen (1914-1915, gesloten in 1972, 1986)
- Spoorlijn Amsterdam - Elten (Rhijnspoorweg)(1843-1856)
- Spoorlijn Amsterdam - Rotterdam (Oude Lijn) (1839-1847)
- Spoorlijn Amsterdam - Zutphen (Oosterspoorweg) (1874-1876)
- Spoorlijn Amsterdam Centraal - Schiphol (westtak van de Ringspoorbaan) (1986)
- Spoorlijn Bovenkerk - Uithoorn (1915, gesloten in 1981)
- Spoorlijn Den Helder - Amsterdam (Staatslijn K) (1865-1878)
- Spoorlijn Haarlem - Uitgeest (1867)
- Spoorlijn Haarlem - Zandvoort (1881)
- Spoorlijn Heerhugowaard - Hoorn (1898)
- Spoorlijn Hilversum - Lunetten (1874)
- Spoorlijn Hoofddorp - Leiden Heerensingel (1912, gesloten in 1936, 1972)
- Spoorlijn Hoorn - Medemblik (1887, gesloten 1973*)
- Spoorlijn Santpoort Noord - IJmuiden (1883, gesloten in 1999)
- Hogesnelheidslijn Schiphol - Antwerpen (2009-2011)
- Spoorlijn St. Pancras - Broek op Langedijk (1902, gesloten in 1972)
- Spoorlijn Uithoorn - Alphen aan den Rijn (1915-1918, gesloten in 1936)
- Spoorlijn Weesp - Leiden (Schiphollijn) (1981-1993)
- Spoorlijn Weesp - Lelystad (Flevolijn) (1987-1988)
- Spoorlijn Zaandam - Enkhuizen (1884-1885)

### Zuid-Holland
- Spoorlijn Amsterdam - Rotterdam (Oude Lijn) (1839-1847)
- Spoorlijn Breda - Rotterdam (Staatslijn I) (1866-1878)
- Spoorlijn Leidschendam aansluiting - Zoetermeer (Zoetermeer Stadslijn) (1977-1979, sinds 2006 in gebruik als RandstadRail  3  &  4 )
- Spoorlijn Elst - Dordrecht (Betuwelijn) (oude spoorlijn) (1882-1885)
- Spoorlijn Gouda - Alphen aan den Rijn (1934) (Sinds 11 december 2016 onderdeel van R-net)
- Spoorlijn Gouda - Den Haag (1870)
- Spoorlijn Hoofddorp - Leiden Heerensingel (1912, gesloten in 1936, 1972)
- Spoorlijn Rotterdam - Zevenaar (Betuweroute) (goederenspoorlijn) (2007)
- Spoorlijn Rotterdam DP - Rotterdam Maas (Ceintuurbaan) (1899)
- Spoorlijn Rotterdam Hofplein - Den Haag - Scheveningen (Hofpleinlijn) (1909, gesloten in 1953, Rotterdam Hofplein - Den Haag sinds 2006 in gebruik als RandstadRail Metrolijn  E )
- Spoorlijn Schiedam - Hoek van Holland (Hoekse Lijn) (1891-1893, gesloten 1 april 2017) (sinds 30 september 2019 onderdeel van Metrolijn  en 4 weken later ook van Metrolijn )
- Hogesnelheidslijn Schiphol - Antwerpen (2009-2011)
- Spoorlijn Uithoorn - Alphen aan den Rijn (1915-1918, gesloten in 1936)
- Spoorlijn Utrecht - Rotterdam (1855)
- Spoorlijn Weesp - Leiden (Schiphollijn) (1981-1993)
- Spoorlijn Woerden - Leiden (1878)
- Havenspoorlijn Rotterdam (vanaf 1891 geopend in delen)

### Zeeland
- Spoorlijn 55 Gent - Terneuzen (Dow-lijn) (1865-1869)
- Spoorlijn 's-Heer Arendskerke - Vlissingen Sloehaven (Oude Sloelijn) (1966, gesloten in 2009)
- Spoorlijn Lewedorp - Vlissingen Sloehaven (Nieuwe Sloelijn) (2008)
- Spoorlijn 54 Mechelen - St. Niklaas - Terneuzen (1878-1879, gesloten in 1968, 1975)
- Spoorlijn Roosendaal - Vlissingen (Staatslijn F) (1863-1873)

### Noord-Brabant
- Spoorlijn 12 Antwerpen - Lage Zwaluwe (1854-1855)
- Spoorlijn Boxtel - Wesel (1874-1878, gesloten in 1945, 1966-1978, 1986, 2005)
- Spoorlijn Breda - Eindhoven (onderdeel van Staatslijn E) (1863-1868)
- Spoorlijn Breda - Rotterdam (Staatslijn I) (1866-1878)
- Stamlijn De Rietvelden ('s-Hertogenbosch, geen hoofdspoorweg) (????, gesloten in 2016?)
- Spoorlijn Budel - Vlodrop (onderdeel van de IJzeren Rijn) (1879)
- Spoorlijn Eindhoven - Weert (1913)
- Spoorlijn Lage Zwaluwe - Oosterhout - s-Hertogenbosch (1886-1890, gesloten in 1950, Lage Zwaluwe - Oosterhout heropend in 1979)
- Spoorlijn Nijmegen - Venlo (1883)
- Spoorlijn Roosendaal - Breda (1855)
- Spoorlijn Roosendaal - Vlissingen (Staatslijn F) (1863-1873)
- Hogesnelheidslijn Schiphol - Antwerpen (2009-2011)
- Spoorlijn Tilburg - Nijmegen (1881)
- Spoorlijn 29 Aarschot - Herentals - Turnhout - Tilburg (1885-1863, gesloten in 1973-1974, 1986, 1997)
- Spoorlijn Utrecht - Boxtel (Staatslijn H) (1868-1870)
- Spoorlijn Venlo - Eindhoven (onderdeel van Staatslijn E) (1866)
- Spoorlijn 18 Winterslag - Eindhoven (1866, 1925, gesloten in 1973-1996)
- Havenspoorlijn Moerdijk (197?)

### Limburg
- Militaire spoorlijnen Wijchen - Hommersum (1945, gesloten in 1946)
- Spoorlijn Boxtel - Wesel (Duits Lijntje) (1874-1878, gesloten in 1945, 1966-1978, 1986, 2005)
- Spoorlijn Budel - Vlodrop (onderdeel van IJzeren Rijn) (1879)
- Spoorlijn Eindhoven - Weert (1913)
- Spoorlijn Büderich - Venlo (1874, gesloten in 1944, 1960)
- Spoorlijn Heerlen - Schin op Geul (1914)
- Spoorlijn 40 Luik - Maastricht (1851-1861)
- Spoorlijn Maastricht - Venlo (onderdeel van Staatslijn E) (1865)
- Spoorlijn 20 Maastricht - Lanaken - Hasselt (1856, gesloten in 1992)
- Spoorlijn Maastricht - Schin op Geul - Aken (1853, gesloten in 1992)
- Spoorlijn Nijmegen - Venlo (Maaslijn) (1883)
- Schaesberg - Kerkrade - Simpelveld (Miljoenenlijn) (1871, 1934, gesloten in 1988)
- Spoorlijn Sittard - Born (1935)
- Spoorlijn Sittard - Herzogenrath (1896)
- Spoorlijn Venlo - Eindhoven (onderdeel van Staatslijn E) (1866)
- Spoorlijn Viersen - Venlo (Nederlandse deel is onderdeel van Staatslijn G) (1866)

## Lijst van spoorverbindingen met het buitenland
Hieronder een overzicht van alle spoorverbindingen met België en Duitsland.

### Verbindingen met België
- Hogesnelheidslijn Schiphol - Antwerpen (2009-2011)
- Spoorlijn 12 Antwerpen - Lage Zwaluwe (1854-1855)
- Spoorlijn 18 Winterslag - Eindhoven (1866, 1925, gesloten in 1973-1996)
- Spoorlijn Maastricht - Lanaken - Hasselt (1856, gesloten in 1992)
- Spoorlijn 29 Aarschot - Herentals - Turnhout - Tilburg (1885-1863, gesloten in 1973-1974, 1986, 1997)
- Spoorlijn Luik - Maastricht (1851-1861)
- Spoorlijn 54 Mechelen - St. Niklaas - Terneuzen (1878-1879, gesloten in 1968, 1975)
- Spoorlijn 55 Gent - Terneuzen (Dow-lijn) (1865-1869)
- Spoorlijn Budel - Vlodrop (onderdeel van IJzeren Rijn) (1879)

### Verbindingen met Duitsland
- Spoorlijn Almelo - Salzbergen (1865)
- Spoorlijn Amsterdam - Elten (Rhijnspoorweg) (1843-1856)
- Spoorlijn Budel - Vlodrop (onderdeel van IJzeren Rijn) (1879)
- Spoorlijn Gronau - Achterberg - Coevorden (Bentheimer Eisenbahn) (1895-1910, gesloten in 1981)
- Spoorlijn Boxtel - Wesel (Duits Lijntje) (1874-1878, gesloten in 1945, 1966-1978, 1986, 2005)
- Spoorlijn Münster - Glanerbeek (1875, Gronau - Glanerbrug in 1981 gesloten, heropend in 2001)
- Spoorlijn Enschede-Zuid - Ahaus (Zuiderspoor) (1903, gesloten in 1970)
- Spoorlijn Büderich - Venlo (1874, gesloten in 1944, 1960)
- Spoorlijn Ihrhove - Nieuweschans (1876)
- Spoorlijn Nijmegen - Kleef (1865, gesloten in 1991)
- Maastricht - Schin op Geul - Aken (1853, gesloten in 1992)
- Spoorlijn Sittard - Herzogenrath (1896)
- Spoorlijn Viersen - Venlo (Nederlandse deel is onderdeel van Staatslijn G) (1866)
- Spoorlijn Winterswijk - Bocholt (Bocholtse Baan) (1880, gesloten in 1931)
- Spoorlijn Zevenaar - Kleef (1865, gesloten in 1926, 1982)
- Spoorlijn Zutphen - Gelsenkirchen-Bismarck (1880, Winterswijk - Borken gesloten in 1979)
- Spoorlijn Zutphen - Glanerbrug (1865, Enschede - Glanerbrug gesloten van 1981-2001)

## Nieuwe en opgebroken spoorlijnen sinds de jaren 70

### Nieuwe spoorlijnen sinds 1970
- 1973 Spoorlijn Lage Zwaluwe – Moerdijk (goederenspoorlijn)
- 1975 Verbindingsboog Den Haag CS – Den Haag Laan van NOI
- 1976 Verbindingsboog Den Haag HS – Den Haag CS
- 1977 Spoorlijn Europoort – Maasvlakte (goederenspoorlijn)
- 1977 Spoorlijn Leidschendam-Voorburg – Zoetermeer Dorp – Meerzicht en spoorlijn Zoetermeer Centrum West – Palenstein (eerste fase Zoetermeer Stadslijn)
- 1978 Roodeschool - Eemshaven (goederenspoorlijn)
- 1978 Spoorlijn Zoetermeer Palenstein – Seghwaert (tweede fase Zoetermeer Stadslijn)
- 1978 Spoorlijn Schiphol – Amsterdam Zuid (eerste fase Schiphollijn)
- 1979 Spoorlijn Zoetermeer Seghwaert – Meerzicht (derde fase Zoetermeer Stadslijn)
- 1979 Spoorlijn Spoorlijn Lage Zwaluwe - 's-Hertogenbosch (goederenspoorlijn) (reactivering)
- 1981 Spoorlijn Maarn – Rhenen (Veenendaallijn) (reactivering)
- 1981 Spoorlijn Schiphol – Leiden en spoorlijn Amsterdam Zuid – Amsterdam RAI (tweede fase Schiphollijn)
- 1986 Spoorlijn Schiphol – Amsterdam Sloterdijk – Amsterdam Centraal (Westtak Ringspoorbaan)
- 1987 Spoorlijn Weesp – Almere Buiten (eerste fase Flevolijn)
- 1988 Spoorlijn Almere Buiten – Lelystad (tweede fase Flevolijn)
- 1992 Spoorlijn Heerlen – Herzogenrath (reactivering voor personenvervoer van bestaande goederenspoorlijn)
- 1993 Spoorlijn Amsterdam RAI – Duivendrecht - Weesp (derde fase Schiphollijn)
- 2001 Spoorlijn Enschede – Gronau (reactivering)
- 2003 Verbindingsboog Amsterdam Lelylaan - Zaandam (Hemboog)
- 2003 Verbindingsboog Naarden-Bussum - Almere Muziekpwijk (Gooiboog)
- 2006 Verbindingsboog Amsterdam RAI - Amsterdam Bijlmer ArenA (Utrechtboog)
- 2007 Spoorlijn Rotterdam - Zevenaar (Betuweroute) (goederenspoorlijn)
- 2008 Spoorlijn Lewedorp - Vlissingen Sloehaven (Nieuwe Sloelijn) (goederenspoorlijn)
- 2009 Spoorlijn Schiphol - Rotterdam - Antwerpen (HSL-Zuid)
- 2011 Spoorlijn Zuidbroek - Veendam (reactivering voor regulier personenvervoer van bestaande toeristische spoorlijn)
- 2012 Spoorlijn Lelystad Centrum - Zwolle (Hanzelijn)
- 2017 Verbindingsboog Gramsbergen - Laarwald (Spoorboog Coevorden) (goederenspoorlijn)
- 2018 Spoorlijn Roodeschool – Eemshaven

## Toekomstige spoorlijnen
Er zijn meerdere ideeën, wensen en plannen om nieuwe spoorlijnen in de (nabije) toekomst aan te leggen en om intussen gesloten spoorlijnen in de (nabije) toekomst te reactiveren. De meeste van deze voorstellen zullen waarschijnlijk niet op korte of middellange termijn worden gerealiseerd, of kunnen om praktische redenen niet meer worden uitgevoerd. 

### Geplande en voorgestelde reactiveringen
- Spoorlijn Veendam - Stadskanaal (geplande opening 2024)
- Spoorlijn Coevorden - Nordhorn (bestaande goederenspoorlijn geschikt maken voor personenvervoer)
- Spoorlijn Dieren - Apeldoorn
- Spoorlijn Nijmegen - Kleef
- Spoorlijn Boxtel - Veghel - Uden
- Spoorlijn Gent - Terneuzen (bestaande goederenspoorlijn geschikt maken voor personenvervoer)
- Goederenspoorlijn Hamont - Weert - Roermond - Dalheim (IJzeren Rijn) (opwaardering Hamont - Weert, reactivering Roermond - Dalheim)
- Spoorlijn Hamont - Weert (bestaande goederenspoorlijn geschikt maken voor personenvervoer)
- Spoorlijn Roermond - Dalheim
- Spoorlijn Maastricht - Hasselt

### Geplande en voorgestelde nieuwe spoorlijnen
- Spoorlijn Lelystad - Groningen (Zuiderzeelijn)
- Spoorlijn Lelystad - Groningen (Lelylijn)
- Spoorlijn Heerenveen - Groningen
- Spoorlijn Emmen - Groningen
- Spoorlijn Emmen - Stadskanaal
- Spoorlijn Amsterdam - Almere (IJmeerlijn)
- Spoorlijn Utrecht - Hilversum - Almere (Stichtse Lijn)
- Spoorlijn Utrecht - Breda
- Spoorlijn Ede - Bennekom - Wageningen - Rhenen (rondje WERV)
- Verbindingsboog Betuweroute - Zaltbommel (Zuidwestboog) (goederenspoorlijn)
- Spoorlijn Bergen op Zoom - Antwerpen
- Spoorlijn Vlissingen Souburg - Vlissingen-West (Stadsspoor Vlissingen)
- Spoorlijn Kerkrade Centrum - Aachen Hbf (Avantislijn)

## Toeristische spoorlijnen en museumlijnen
- Museum Buurtspoorweg (MBS), Haaksbergen – Boekelo
- Museumstoomtram Hoorn-Medemblik, van het Stoomtram Hoorn-Medemblik (SHM), Hoorn – Zwaag – Wognum – Twisk – Opperdoes – Medemblik (gebruikt trammaterieel, maar deze lijn is een lokaalspoorweg en geen tramweg)
- Electrische Museumtramlijn Amsterdam, Amsterdam - Bovenkerk, lokaalspoorweg
- Stadskanaal Rail (STAR), Musselkanaal – Stadskanaal – Veendam
- Veluwsche Stoomtrein Maatschappij (VSM), Apeldoorn – Beekbergen – Dieren
- Zuid-Limburgse Stoomtrein Maatschappij (ZLSM) Schin op Geul – Simpelveld – Kerkrade/Vetschau
- Spoorlijn Nijmegen - Kleef

## Eigendom
Alle hier genoemde spoorlijnen, voor zover ze nog bestaan en nog de status van hoofd- of lokaalspoorweg (en geen tram- of stadsspoorweg) hebben, zijn eigendom van Railinfratrust/ProRail, met uitzondering van de volgende lijnen:
- Spoorlijn Doetinchem - Hengelo GOLS en Spoorlijn Boekelo - Oldenzaal EO, voor het stuk tussen Haaksbergen en Boekelo (eigendom Museum Buurtspoorweg)
- Spoorlijn Hoorn - Medemblik (eigendom Museumstoomtram Hoorn-Medemblik)
- Spoorlijn Stadskanaal - Zuidbroek en Spoorlijn Stadskanaal - Ter Apel Rijksgrens, tussen Veendam en het huidige einde van de lijn bij Musselkanaal (eigendom Stichting Stadskanaal Rail)
- Spoorlijn Dieren - Apeldoorn tussen Apeldoorn Zuid en Dieren (eigendom Veluwsche Stoomtrein Maatschappij)
- Spoorlijn Aken - Maastricht tussen Schin op Geul en Vetschau en spoorlijn Schaesberg - Simpelveld tussen Simpelveld en Kerkrade (eigendom Zuid-Limburgse Stoomtrein Maatschappij)
- Stoomtrein Goes - Borsele (eigendom Stoomtrein Goes - Borsele, aangelegd als tramlijn, thans lokaalspoorlijn)
- Spoorlijn Gronau - Coevorden (Bentheimer Eisenbahn) tussen Coevorden en de rijksgrens (eigendom Bentheimer Eisenbahn AG)

Ook de sporen op bedrijventerreinen en de aansluitingen daarnaartoe zijn meestal geen eigendom van ProRail, maar de meeste stamlijnen wel.
Naast bovengenoemde spoorlijnen, zijn ook de sporen van de Utrechtse sneltram eigendom van ProRail, uitgezonderd Achterveld (sneltramhalte) - IJsselstein-Zuid (sneltramhalte). Op 17 december 2009 werden deze overgedragen aan het BRU, maar ProRail blijft wel het onderhoud uitvoeren.